# Cedrillas
Cedrillas é um município da Espanha na província de Teruel, comunidade autónoma de Aragão. Tem 73,57 km² de área e em 2021 tinha 609 habitantes (densidade: 8,3 hab./km²).

## Demografia
| Variação demográfica do município entre 1991 e 2004 | Variação demográfica do município entre 1991 e 2004 | Variação demográfica do município entre 1991 e 2004 | Variação demográfica do município entre 1991 e 2004 |
| --------------------------------------------------- | --------------------------------------------------- | --------------------------------------------------- | --------------------------------------------------- |
| 1991                                                | 1996                                                | 2001                                                | 2004                                                |
| 557                                                 | 552                                                 | 538                                                 | 517                                                 |